# 농민

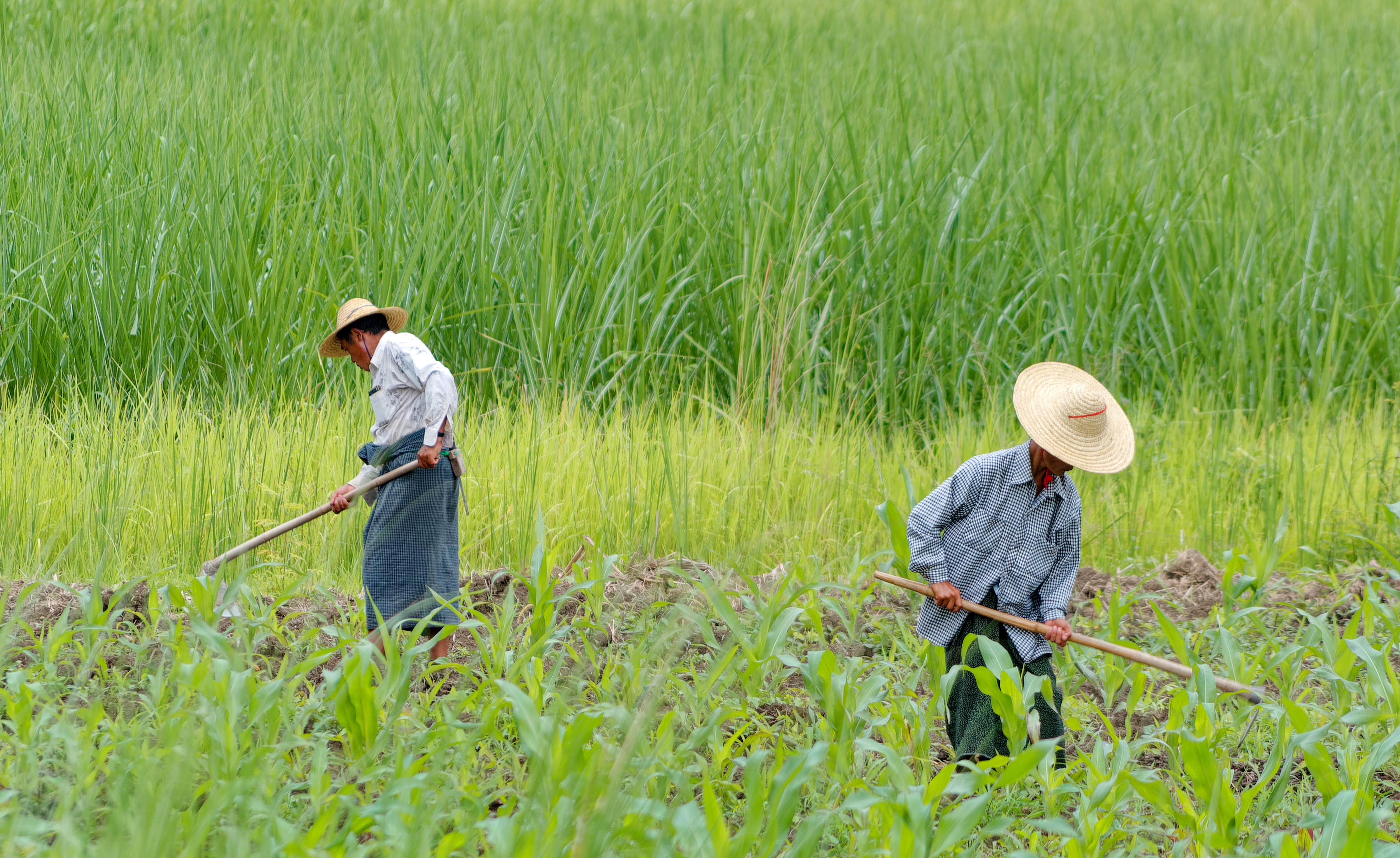
농민들(1).

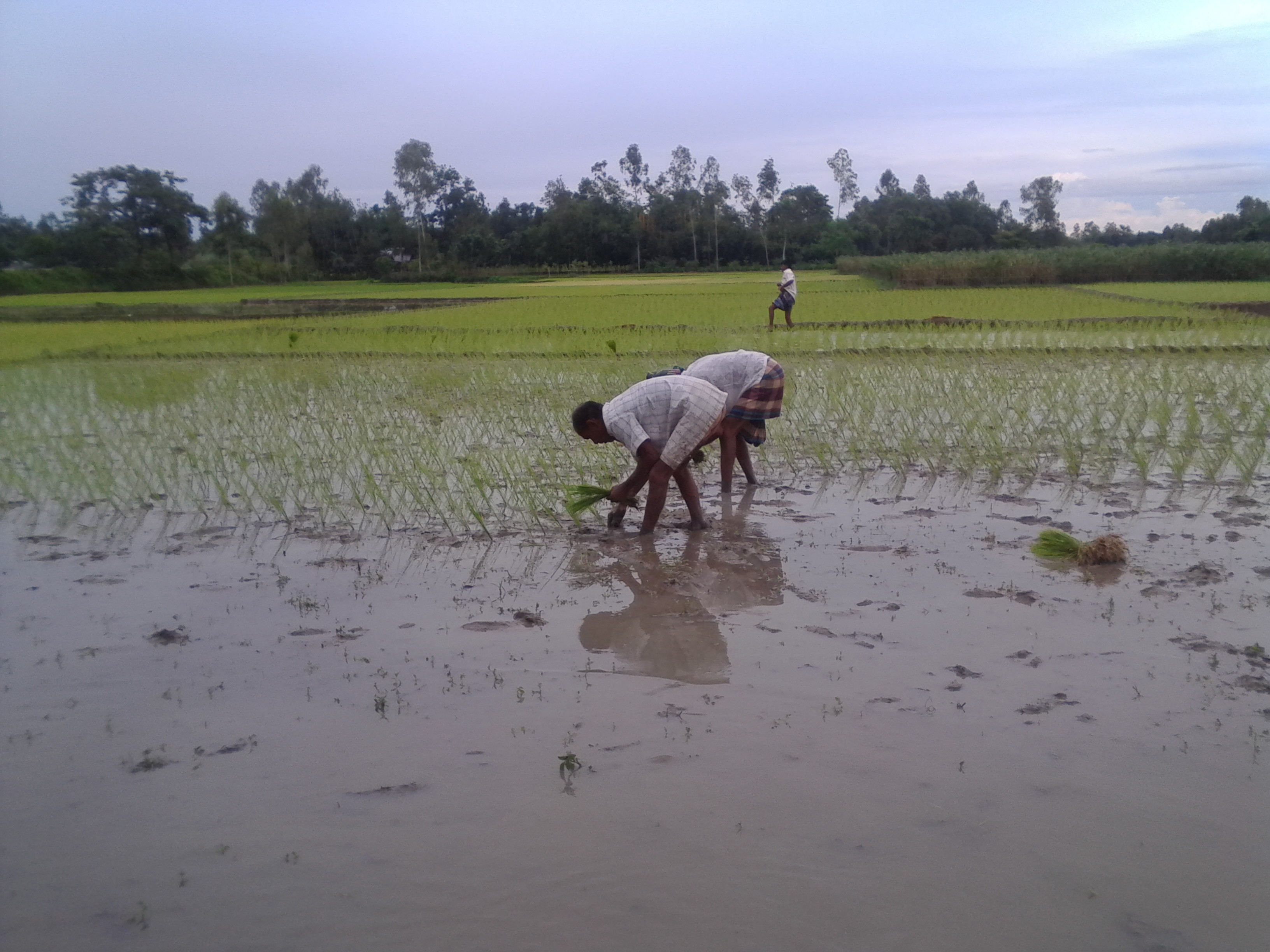
농민들(2).

농민(農民, peasant 페전트[*])은 토지에서 농업에 종사하는 사람으로, 임노동자가 아닌 사람이다. 농민은 소규모 토지소유인이거나 차지인이다. 전자를 소농이라 하고 후자를 정치 참여 권한이 없는 소작농이라 한다.
유럽의 경우, 중세 시기의 생산양식은 농업노동자를 토지에 속박시키는 봉건농노제였고, 이 때 토지에 속박된 농업노동자를 농노라고 했다. 봉건농노제가 붕괴하면서 토지에 잔류한 농노들이 농민으로 전환되었다. 농민은 귀족에게 투표할 수 있는 투표권을 가졌다. 한편 비유럽 세계에서는 비봉건적 생산양식에서 농민이 형성되었다. 이런 농민들은 토지 경작권을 유지하기 위해 지주에게 지대를 지불하거나 국가에 토지세를 납부해야 한다.

## 같이 보기
- 농부
- 농본주의
- 몽둥이 전쟁
- 봉건제
- 민속
- 토지개혁
- 민란
- 와트 타일러의 난
- 농노제
- 소작인
- 독일 농민전쟁